# Chrysosoma inopinatum
Chrysosoma inopinatum är en tvåvingeart som beskrevs av Octave Parent 1933. Chrysosoma inopinatum ingår i släktet Chrysosoma och familjen styltflugor.
Artens utbredningsområde är Costa Rica. Inga underarter finns listade i Catalogue of Life.